# Niğde (circonscription électorale)
La circonscription électorale de Niğde correspond à la province du même nom et envoie 3 députés à la Grande assemblée nationale de Turquie.

## Composition
La circonscription de Niğde est divisée en 6 districts (ilçe). Chaque district est composé d'un chef-lieu et de municipalités (communes et villages).

## Résultats électoraux

### Élections législatives de 2018
| Partis                   | Partis                                        | Voix    | %     | Sièges | +/-           | Élus                          |
| ------------------------ | --------------------------------------------- | ------- | ----- | ------ | ------------- | ----------------------------- |
|                          | Parti de la justice et du développement (AKP) | 93 223  | 43,83 | 2      |               | Yavuz Ergun et Selim Gültekin |
|                          | Parti d'action nationaliste (MHP)             | 44 131  | 20,75 | 0      | en stagnation |                               |
|                          | Parti républicain du peuple (CHP)             | 42 974  | 20,21 | 1      | en stagnation | Ömer Fethi Gürer              |
|                          | Le Bon Parti (İYİ)                            | 25 190  | 11,84 | 0      | Nv.           |                               |
|                          | Parti démocratique des peuples (HDP)          | 3 530   | 1,66  | 0      | en stagnation |                               |
|                          | Parti de la félicité (SP)                     | 2 549   | 1,20  | 0      | en stagnation |                               |
|                          | Parti patriote (VATAN)                        | 630     | 0,30  | 0      | en stagnation |                               |
|                          | Parti de la cause libre (HÜDA PAR)            | 451     | 0,21  | 0      | en stagnation |                               |
|                          |                                               |         |       |        |               |                               |
| Total                    | Total                                         | 212 678 | 100   | 3      | en stagnation | -                             |
| Inscrits / participation | Inscrits / participation                      | 240 315 | 87,77 |        |               |                               |

### Élections législatives de 2023
| Partis                   | Partis                                        | Voix    | %     | Sièges | +/-           | Élus             |
| ------------------------ | --------------------------------------------- | ------- | ----- | ------ | ------------- | ---------------- |
|                          | Parti de la justice et du développement (AKP) | 77 906  | 33,88 | 1      | 1             | Cevahir Uzkurt   |
|                          | Parti républicain du peuple (CHP)             | 55 503  | 24,14 | 1      | en stagnation | Ömer Fethi Gürer |
|                          | Parti d'action nationaliste (MHP)             | 51 413  | 22,36 | 1      | 1             | Cumali İnce      |
|                          | Le Bon Parti (İYİ)                            | 27 949  | 12,16 | 0      | en stagnation |                  |
|                          | Nouveau parti de la prospérité (YRP)          | 6 019   | 2,62  | 0      | Nv.           |                  |
|                          | Parti de la victoire (ZP)                     | 3 346   | 1,46  | 0      | Nv.           |                  |
|                          | Parti de la gauche verte (YSP)                | 1 765   | 0,77  | 0      | en stagnation |                  |
|                          | Parti de la patrie (M)                        | 1 456   | 0,63  | 0      | Nv.           |                  |
|                          | Parti de la grande unité (BBP)                | 1 296   | 0,56  | 0      | en stagnation |                  |
|                          | Parti des travailleurs de Turquie (TIP)       | 687     | 0,30  | 0      | en stagnation |                  |
|                          | Parti de la justice (AP)                      | 628     | 0,27  | 0      | Nv.           |                  |
|                          | Parti de la mère patrie (ANAP)                | 343     | 0,15  | 0      | en stagnation |                  |
|                          | Parti jeune (GP)                              | 231     | 0,10  | 0      | en stagnation |                  |
|                          | Parti patriote (VATAN)                        | 226     | 0,10  | 0      | en stagnation |                  |
|                          | Parti des droits et libertés (HAK)            | 205     | 0,09  | 0      | en stagnation |                  |
|                          | Parti de la nation (MP)                       | 194     | 0,08  | 0      | en stagnation |                  |
|                          | Parti de l'union du pouvoir (GBP)             | 188     | 0,08  | 0      | Nv.           |                  |
|                          | Parti de libération du peuple (HKP)           | 154     | 0,07  | 0      | en stagnation |                  |
|                          | Parti communiste de Turquie (TKP)             | 134     | 0,06  | 0      | en stagnation |                  |
|                          | Parti de gauche (SOL)                         | 96      | 0,04  | 0      | en stagnation |                  |
|                          | Parti de la route nationale (MYP)             | 70      | 0,03  | 0      | Nv.           |                  |
|                          | Mouvement communiste (TKH)                    | 64      | 0,03  | 0      | Nv.           |                  |
|                          | Parti de l'innovation (YP)                    | 36      | 0,02  | 0      | Nv.           |                  |
|                          | Parti de la justice et de l'unité (AB)        | 10      | 0,00  | 0      | Nv.           |                  |
|                          |                                               |         |       |        |               |                  |
| Total                    | Total                                         | 229 919 | 100   | 3      | en stagnation | -                |
| Inscrits / participation | Inscrits / participation                      | 258 263 | 88,31 |        |               |                  |